# 세디우주

세디우주

세디우주(프랑스어: Région de Sédhiou)는 세네갈의 주로, 주도는 세디우이며 면적은 7,350km2, 인구는 434,877명(2013년 기준)이다. 2008년 콜다주에서 분리되어 신설되었으며 3개의 하위 행정 구역(붕킬링, 구둠, 세디우)을 관할한다.